# Бернард Ормановський
Бернард Ормановський (пол. Bernard Ormanowski, 10 листопада 1907 — 7 грудня 1984) — польський академічний веслувальник.
Бронзовий призер Олімпійських Ігор 1928 року в складі розпашної четвірки зі стерновим.